# Pseudocyclosorus stramineus
Pseudocyclosorus stramineus är en kärrbräkenväxtart som beskrevs av Ren-Chang Ching och Y. X. Lin. Pseudocyclosorus stramineus ingår i släktet Pseudocyclosorus och familjen Thelypteridaceae. Inga underarter finns listade.